# Les Alliés
Les Alliés ist eine französische Gemeinde mit 171 Einwohnern (Stand: 1. Januar 2022) im Département Doubs in der Region Bourgogne-Franche-Comté. Sie gehört zum Arrondissement Pontarlier und ist Mitglied im Gemeindeverband Communauté de communes entre Doubs et Loue.

## Geographie
Les Alliés liegt auf 975 m, etwa neun Kilometer nordöstlich der Stadt Pontarlier (Luftlinie). Das Dorf erstreckt sich im Jura, in der Längsmulde des Ruisseau des Etraches südlich des Doubstals, am Nordfuß der Montagne du Larmont, in unmittelbarer Nähe der Grenze zur Schweiz.
Die Fläche des 5,28 km² großen Gemeindegebiets umfasst einen Abschnitt des französischen Juras. Der zentrale Teil des Gebietes wird vom Tal des Ruisseau des Etraches eingenommen, der eine Längsmulde im System der Juraketten nach Südwesten zum Doubs entwässert. Das Gemeindeareal erstreckt sich auf die umliegenden Höhen, die gemäß der Streichrichtung des Faltenjuras in dieser Region in Richtung Südwest-Nordost orientiert sind. Nördlich der Talmulde befinden sich die teils mit Weideland, teils mit Wald bestandenen Höhen von Les Champs (bis 1090 m), im Süden die bewaldete Krete des Cernet, auf der mit 1171 m die höchste Erhebung von Les Alliés erreicht wird.
Nachbargemeinden von Les Alliés sind Pontarlier im Westen, Pays-de-Montbenoît im Norden sowie die schweizerischen Gemeinden Val-de-Travers und Les Verrières im Südosten.

## Geschichte
Im Mittelalter gehörte das damals noch Les Arcenets genannte kleine Dorf zur klösterlichen Herrschaft Montbenoît. Nach einer weiteren Rodung und Neukonstruktion erhielt die Ortschaft den Namen Les Allemands (übersetzt die Deutschen). Kurz nach Beginn des Ersten Weltkrieges wurde das Dorf im Jahr 1915 nach einem Volksentscheid in Les Alliés (übersetzt die Alliierten) umbenannt.

## Sehenswürdigkeiten

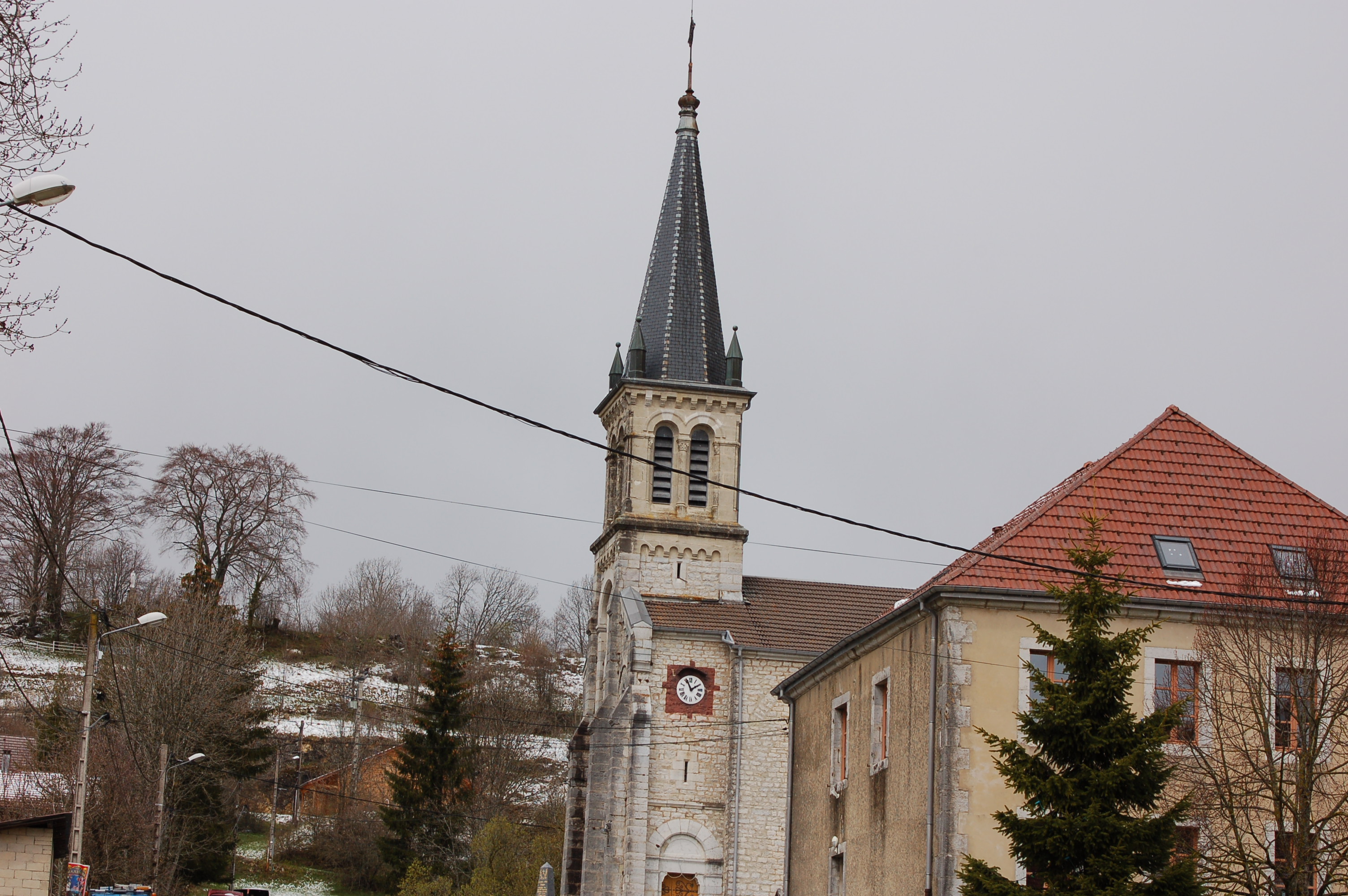
Kirche Sainte-Foy

Die Dorfkirche Sainte-Foy in Les Alliés wurde im 19. Jahrhundert neu erbaut und besitzt eine reiche Ausstattung, darunter ein skulptierter Holzaltar aus dem 18. Jahrhundert und einen Altar der Heiligen Jungfrau aus dem 17. Jahrhundert.

## Bevölkerung
| Jahr                       | 1962 | 1968 | 1975 | 1982 | 1990 | 1999 | 2016 |
| Einwohner                  | 83   | 61   | 67   | 63   | 56   | 103  | 150  |
| Quellen: Cassini und INSEE |      |      |      |      |      |      |      |

Mit 171 Einwohnern (Stand 1. Januar 2022) gehört Les Alliés zu den kleinsten Gemeinden des Départements Doubs. Nachdem die Einwohnerzahl in der ersten Hälfte des 20. Jahrhunderts markant abgenommen hatte (1886 wurden noch 230 Personen gezählt), wurde seit Beginn der 1990er Jahre wieder ein deutliches Bevölkerungswachstum verzeichnet.

## Wirtschaft und Infrastruktur
Les Alliés war bis weit ins 20. Jahrhundert hinein ein vorwiegend durch die Landwirtschaft (Milchwirtschaft und Viehzucht) und Forstwirtschaft geprägtes Dorf. Noch heute leben die Bewohner zur Hauptsache von der Tätigkeit im ersten Sektor. Außerhalb des primären Sektors gibt es nur wenige Arbeitsplätze im Dorf. Einige Erwerbstätige sind auch Wegpendler, die in den umliegenden größeren Ortschaften ihrer Arbeit nachgehen.
Die Ortschaft liegt abseits der größeren Durchgangsstraßen an einer Departementsstraße, die von Pontarlier nach Les Gras führt. Eine weitere Straßenverbindung besteht mit Montbenoît.